# 聖伊莎貝爾杜里奧內格羅
00°24′50″S 65°01′08″W / 0.41389°S 65.01889°W

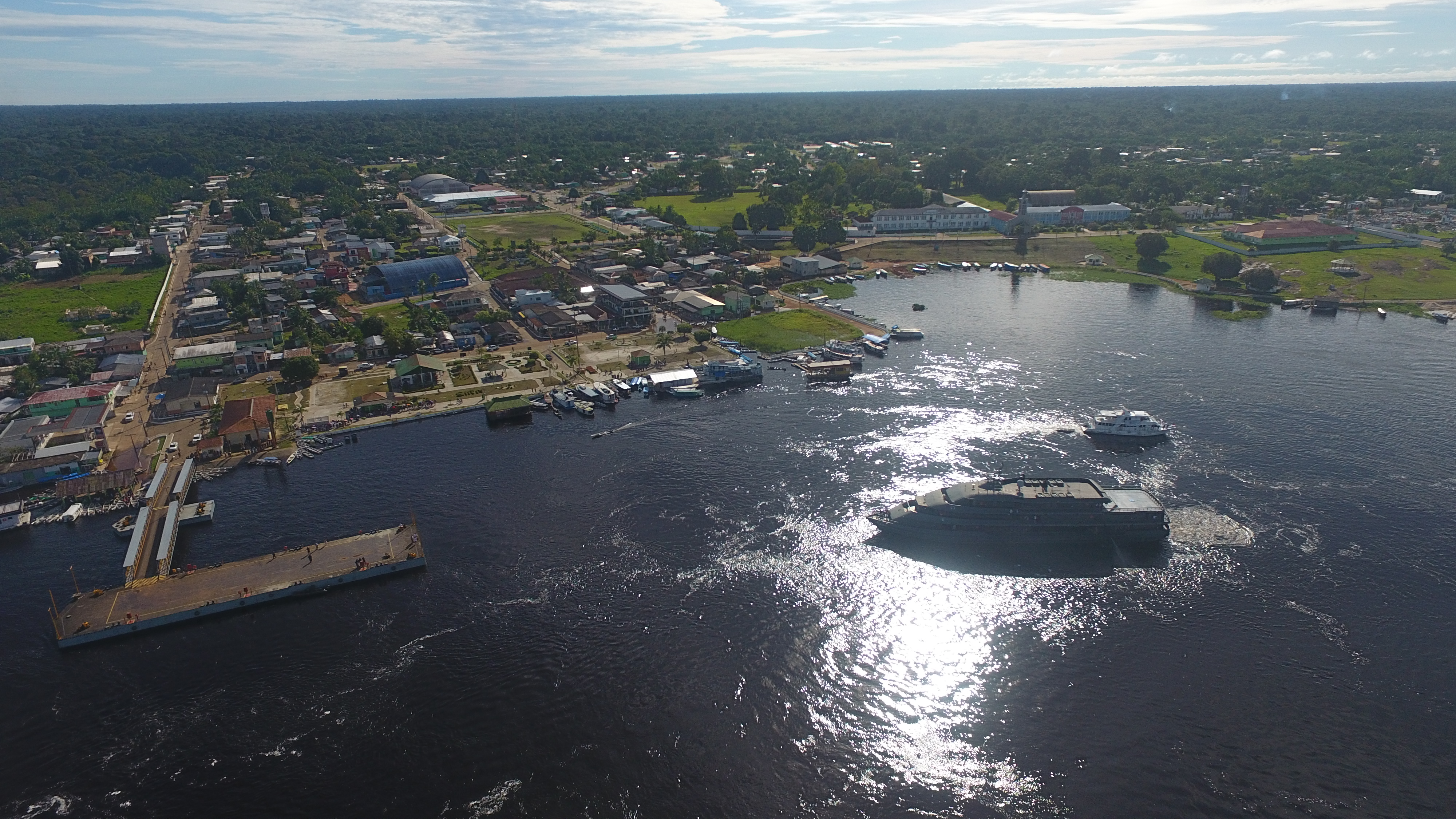
聖伊莎貝爾杜里奧內格羅

聖伊莎貝爾杜里奧內格羅（葡萄牙語：Santa Isabel do Rio Negro）是巴西的城鎮，位於該國北部，由亞馬遜州負責管轄，始建於1957年12月29日，面積62,846平方公里，2014年人口21,702，人口密度每平方公里0.35人。